# Husdrömmar Sicilien
Husdrömmar Sicilien är en svensk realityserie från 2020 som har premiär på SVT1 och SVT Play den 2 april 2020. Första säsongen består av åtta avsnitt. En andra säsong med sex avsnitt hade premiär den 7 oktober 2021.

## Handling
Serien handlar om Marie Olsson Nylander och Bill Nylander, som tidigare medverkat i programmet Husdrömmar. Familjen Nylander har köpt ett 1800-talshus i den lilla sicilianska byn Termini Imerese, men de tror (utan att någon någonsin rättar dem) att huset är från 1700-talet: "l'Ottocento" betyder 1800-talet och inte adertonde århundradet. Programledaren Pernilla Månsson Colt följer familjens arbete med att skapa ett andra hem för familjen.